# Frank W. Walbank

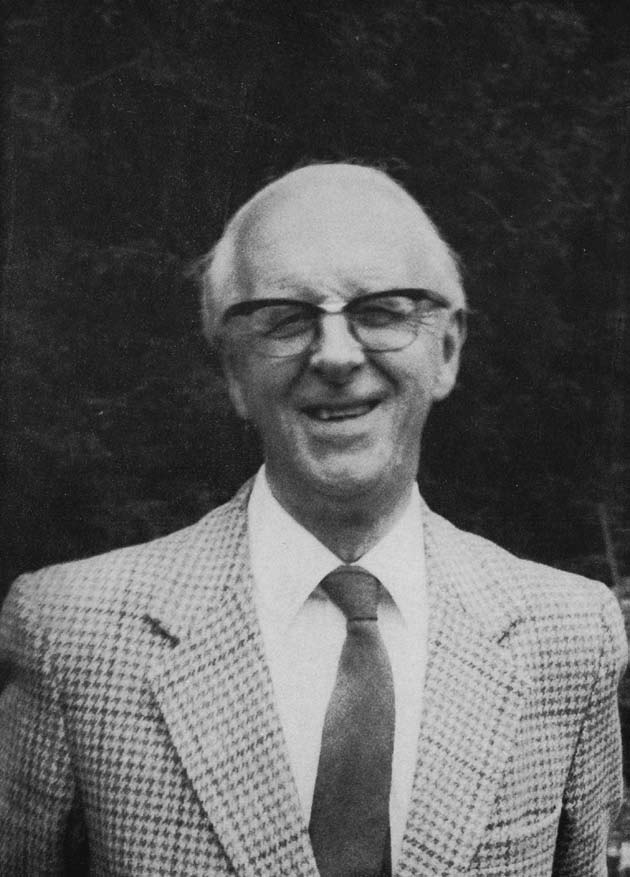

Frank William Walbank (* 10. Dezember 1909 in Bingley, West Yorkshire; † 23. Oktober 2008 in Cambridge) war ein britischer Altphilologe und Althistoriker. Er gilt als einer der bedeutendsten Hellenismus-Forscher des 20. Jahrhunderts.

## Leben
Walbank besuchte von 1928 bis 1931 das Peterhouse College in Cambridge, wo er Klassische Altertumswissenschaften und Geschichtswissenschaften studierte.
1932 arbeitete er zunächst als Lehrer in Manchester, bevor er 1934 als Dozent an die Universität Liverpool berufen wurde. Dort hielt er zunächst Vorlesungen und Seminare ab und erhielt schließlich 1946 eine Professur für Lateinische Philologie. 1951 nahm er einen Ruf auf den Lehrstuhl für Alte Geschichte und Klassische Archäologie an derselben Fakultät an, den er bis zu seiner Emeritierung 1977 innehatte. Außerdem wirkte er als Gastprofessor in Pittsburgh (1964), Oxford (1964–1965) und Berkeley (1971). Er war Mitglied der British Academy und Ehrendoktor der Universität Exeter.
Frank W. Walbank war seit 1935 mit Mary Fox († 1987) verheiratet und hatte mit ihr drei Kinder.

## Forschung
Einen besonderen Schwerpunkt von Walbanks Studien stellte das Werk des griechischen Historikers Polybios dar, dem Walbank mehrere Untersuchungen widmete. 1957 veröffentlichte er den ersten von insgesamt drei Bänden eines akribisch erarbeiteten, historischen Kommentars zu Polybios, mit dem er sich weltweit als einer der führenden Polybios-Experten einen Namen machte. Bei Erscheinen des zweiten Bandes 1973 nannte die Times das Opus eine der größten wissenschaftlichen Leistungen einer ganzen Generation von britischen Gelehrten.
Zu seinen weiteren bedeutenden Schriften zählen Studien über den Untergang des Römischen Reiches (The Awful Revolution), Aratos von Sikyon, König Philipp V. von Makedonien sowie die Welt des Hellenismus. 1984 fungierte Walbank zudem als Hauptherausgeber von zwei Bänden der renommierten vierzehnbändigen Cambridge Ancient History (The Hellenistic World/The Rise of Rome to 220 BC und Rome and the Mediterranean to 133 BC).
Noch in seinem zehnten Lebensjahrzehnt publizierte Walbank, der auch zahlreiche akademische Schüler hatte, wissenschaftliche Aufsätze. Während seine Werke ob ihres Gehalts und seiner profunden Quellenkenntnis in der Fachwelt in hohem Ansehen stehen, wird bisweilen sein Stil und Sprachduktus kritisiert, der bereits erhebliche Kenntnisse im jeweiligen Themengebiet voraussetzt und sich daher interessierten Laien nur wenig erschließt, etwas, das in der englischsprachigen Forschung eher unüblich ist.
1981 wurde Walbank in die Königlich Niederländische Akademie der Wissenschaften und 2002 in die American Academy of Arts and Sciences gewählt.

## Schriften (Auswahl)
Monografien
- Aratos of Sicyon. Cambridge University Press 1933.
- Philip V. of Macedon. Cambridge University Press 1939.
- The Decline of the Roman Empire in the West. Cobbett Press 1946.
- A Historical Commentary on Polybius, 3 Bde. Clarendon Press, Oxford 1957–1979.
- The Awful Revolution. The Decline of the Roman Empire in the West. University Press, Liverpool 1968.
- The Hellenistic World. Harvester Press, Brighton 1981. Dt. Ausgabe unter dem Titel Die hellenistische Welt. dtv, München 1983.
- A History of Macedonia. 3 Bde. Oxford 1988.
- Polybius, Rome and the Hellenistic world. Cambridge 2002.

Herausgeberschaften
- The Cambridge Ancient History. Bd. VII-VIII, Cambridge 1984 (zusammen mit A.E. Astin und M.W. Frederiksen).